# Ray Blanton

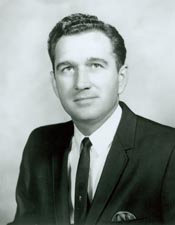
Ray Blanton.

Leonard Ray Blanton, född 10 april 1930 i Hardin County, Tennessee, död 22 november 1996 i Madison County, Tennessee, var en amerikansk demokratisk politiker. Han var ledamot av USA:s representanthus 1967-1973 och guvernör i delstaten Tennessee 1975-1979.
Blanton gifte sig 23 juli 1949 med Betty Jane Littlefield. Paret fick tre barn. Blanton avlade 1951 sin grundexamen vid University of Tennessee. I 1966 års kongressval utmanade han sittande kongressledamoten Tom J. Murray i demokraternas primärval och vann. Han omvaldes två gånger. I senatsvalet 1972 utmanade han sittande senatorn Howard Baker men förlorade stort.
Blanton vann demokraternas primärval inför 1974 års guvernörsval med 23% av rösterna. En av hans elva motkandidater var bankmannen Jake Butcher. I själva guvernörsvalet besegrade han republikanen Lamar Alexander. Fyra år senare kandiderade han inte till omval. Demokraterna nominerade i stället Butcher som förlorade mot Alexander.
Blanton var en skandalomsusad guvernör. Talmän i båda kammare av delstatens lagstiftande församling kom fram till att guvernörsbytet till Alexander kunde ske tre dagar innan Blantons ämbetsperiod annars skulle ha tagit slut. Alexander tillträdde som guvernör 16 januari 1979 och beordrade delstatens polis till kapitoliumbyggnaden i Nashville för att förhindra Blanton från att försöka hänga kvar i guvernörsämbetet. Blanton dömdes 1981 till ett fängelsestraff för att illegalt ha sålt alkoholtillstånd. Efter att ha avtjänat sitt straff försökte Blanton ännu en gång att återvända till politiken. Han kandiderade 1988 i demokraternas primärval i Tennessees 8:e distrikt i representanthuset. Blanton fick bara sju procent av rösterna i primärvalet som vanns av John S. Tanner.
Blanton var metodist och frimurare. Hans grav finns på Shiloh Cemetery i Shiloh, Tennessee.